# Pseudopolybia compressa
Pseudopolybia compressa är en getingart som först beskrevs av Henri Saussure 1854.  Pseudopolybia compressa ingår i släktet Pseudopolybia och familjen getingar. Inga underarter finns listade i Catalogue of Life.